# Tournée de l'équipe de France de rugby à XIII en 1955
La tournée de l'équipe de France de rugby à XIII en 1955 est la deuxième tournée d'une équipe de rugby à XIII représentant la France en hémisphère sud. Elle effectue une tournée en Australie et en Nouvelle-Zélande, et y remporte deux de ses trois Test matchs contre l'Australie et un Test match sur deux contre la Nouvelle-Zélande. 

## Historique
La Tournée de l'équipe de France de rugby à XIII en 1955 s'est déroulée entre le 15 mai et le 15 août 1955 en Australie et Nouvelle-Zélande. Elle a comporté 33 matchs, dont 5 tests matchs contre les équipes nationales de ces deux nations. Elle s'incline 14 fois et remporte 19 rencontres. L'équipe de France marque 772 points et en encaisse 584.

## Résultats des test-matchs
Le tableau suivant récapitule les résultats de l'équipe de France contre les équipes nationales. 
| No | Date            | Lieu                                | Match                     | Score   | Compétition |
| -- | --------------- | ----------------------------------- | ------------------------- | ------- | ----------- |
| 1  | 11 juin 1955    | Sydney Cricket Ground - Australie   | Australie – France        | 20 – 8  | test match  |
| 2  | 2 juillet 1955  | Brisbane Cricket Ground - Australie | Australie – France        | 28 – 29 | test match  |
| 3  | 23 juillet 1955 | Sydney Cricket Ground - Australie   | Australie – France        | 5 – 8   | test match  |
| 4  | 6 août 1955     | Carlaw Park - Nouvelle-Zélande      | Nouvelle-Zélande – France | 9 – 19  | test match  |
| 5  | 13 août 1955    | Carlaw Park - Nouvelle-Zélande      | Nouvelle-Zélande – France | 11 – 6  | test match  |

## Groupe de la tournée
| Joueur               | Date de naissance | Club               |
| Jean Audoubert       | 7 avril 1924      | Lyon               |
| Gilbert Benausse     | 21 janvier 1932   | Carcassonne        |
| Gabriel Berthomieu   | 15 février 1924   | Albi               |
| Fernand Cantoni      | 5 mars 1932       | Toulouse           |
| André Carrère        | 8 mai 1932        | Villeneuve-sur-Lot |
| Raymond Contrastin   | 5 avril 1925      | Bordeaux           |
| Guy Delaye           | 4 octobre 1929    | Marseille          |
| André Delpoux        | 16 décembre 1927  | Carcassonne        |
| Jean Dop             | 1er mai 1924      | Marseille          |
| André Ducasse        | 6 janvier 1930    | Bordeaux           |
| Christian Duplé      | 7 octobre 1929    | Bordeaux           |
| Jacques Fabre        | 17 avril 1929     | Avignon            |
| Roger Guilhem        | 17 décembre 1924  | Carcassonne        |
| Jean Jammes          | 22 décembre 1931  | Carcassonne        |
| Antoine Jimenez      | 9 mai 1929        | Villeneuve-sur-Lot |
| Victor Larroudé      | 27 avril 1931     | Lyon               |
| Francis Lévy         | 6 novembre 1930   | XIII Catalan       |
| Sylvain Ménichelli   | 27 novembre 1927  | Celtic de Paris    |
| Jacques Merquey      | 26 septembre 1929 | Avignon            |
| François Montrucolis | 11 avril 1925     | Cavaillon          |
| René Moulis          | 6 juillet 1931    | XIII Catalan       |
| Jean Pambrun         | 24 décembre 1929  | Marseille          |
| Armand Save          | 24 septembre 1931 | Bordeaux           |
| André Savonne        | 18 septembre 1930 | Avignon            |
| Roger Rey            | 19 avril 1931     | Lyon               |
| Claude Teisseire     | 14 mars 1931      | Carcassonne        |
| Joseph Vanel         | 19 mai 1927       | Lyon               |
| Maurice Voron        | 12 octobre 1928   | Lyon               |

## Étape en Australie

### Victoire australienne
Sydney Cricket Ground, Sydney, Australie, 11 juin 1955
Spectateurs : 67 748 spectateurs
Arbitre :  Darcy Lawler 
Points marqués :
- Australie : 4 essais de Holman (2), Kite et Wells ; 4 buts de Davies (3) et Holman (1).
- France : 2 essais de Berthomieu et Ducasse ; 1 but de Duplé.

Composition des équipes
- Australie : Clive Churchill (cap.) - Denis Flannery, Harry Wells, Alex Watson, Ross Kite - Darcy Henry (o), Keith Holman (m) - Duncan Hall, Ken Kearney, Roy Bull, Henry Holloway, Brian Davies, Peter Diversi - Entraîneur : Vic Hey.
- France : Gilbert Benausse - André Ducasse, Jacques Merquey (cap.), Roger Rey, Maurice Voron - Antoine Jimenez (o), Jean Dop (m) - Gabriel Berthomieu, René Moulis, Joseph Vanel, Guy Delaye, Jean Pambrun, Christian Duplé - Entraîneur : Jean Duhau.

### Victoire française
Brisbane Cricket Ground, Brisbane, Australie, 2 juillet 1955
Spectateurs : 45 745 spectateurs
Arbitre :  Darcy Lawler 
Points marqués :
- Australie : 6 essais de Crocker (2), Laird (2), Holloway et Kite ; 5 buts de Davies (3), Churchill (1) et Holman (1).
- France : 5 essais de Merquey (2), Rey et Ducasse ; 7 buts de Benausse (6) et Duplé (1).

Composition des équipes
- Australie : Clive Churchill (cap.) - Alex Watson, Ken McCaffery, Harry Wells, Ross Kite - Graham Laird (o), Keith Holman (m) - Roy Bull, Ken Kearney, Duncan Hall, Brian Davies, Henry Holloway, Harold Crocket - Entraîneur : Vic Hey.
- France : Jean Dop - André Ducasse, Roger Rey, Jacques Merquey (cap.), Maurice Voron - Gilbert Benausse (o), Claude Teisseire (m) - Joseph Vanel, Jean Audoubert, François Montrucolis, Armand Save, Gabriel Berthomieu, Christian Duplé - Entraîneur : Jean Duhau.

### Seconde victoire française
Sydney Cricket Ground, Sydney, Australie, 23 juillet 1955
Spectateurs : 62 458 spectateurs
Arbitre :  Jack Casey
Points marqués :
- Australie : 1 essai de Davies ; 1 but de Churchill.
- France : 2 essais de Contrastin et Ducasse ; 1 but de Duplé.

Composition des équipes
- Australie : Clive Churchill (cap.) - Ross Kite, Dick Poole, Alex Watson, Denis Flannery,  - Graham Laird (o), Keith Holman (m) - Duncan Hall, Ken Kearney, Roy Bull, Brian Davies, Henry Holloway, Harold Crocket - Entraîneur : Vic Hey.
- France : Jean Dop - André Ducasse, Jacques Merquey (cap.), Roger Rey, Raymond Contrastin - Gilbert Benausse (o), Christian Duplé (m) - Jacques Fabre, Jean Audoubert, Joseph Vanel, François Montrucolis, Gabriel Berthomieu, Francis Lévy - Entraîneur : Jean Duhau.

## Étape en Nouvelle-Zélande

### Victoire française
Carlaw Park, Parnell, Nouvelle-Zélande, 6 août 1955
Spectateurs : 20 500 spectateurs
Arbitre :  G Kelly 
Points marqués :
- Nouvelle-Zélande : 1 essai de Moore ; 3 buts de Moore.
- France : 5 essais de Ducasse (2), Merquey et Vanel ; 2 buts de Montrucolis.

Composition des équipes
- Nouvelle-Zélande : Roy Moore - Robert Hawes, Ronald McKay, Thomas Baxter (cap.), Bruce Robertson - William Sorensen (o), Patrick Creedy (m) - Cliff Johnson, Lory Blanchard, William McLennan, George McDonald, John Butterfield, Alister Atkinson - Entraîneur : .
- France : Jean Dop - Raymond Contrastin, Jacques Merquey (cap.), Antoine Jimenez, André Ducasse,  - André Delpoux (o), Christian Duplé (m) - Joseph Vanel, Jean Audoubert, Jacques Fabre, François Montrucolis, Gabriel Berthomieu, Francis Lévy - Entraîneur : Jean Duhau.

### Victoire néo-zélandaise
Carlaw Park, Parnell, Nouvelle-Zélande, 13 août 1955
Spectateurs : 12 000 spectateurs
Arbitre :  G Kelly 
Points marqués :
- Nouvelle-Zélande : 1 essai de Robertson ; 4 buts de Moore (2) et McKay (2).
- France : 2 essais de Contrastin.

Composition des équipes
- Nouvelle-Zélande : Roy Moore - Robert Hawes, Ronald McKay, Thomas Baxter (cap.), Bruce Robertson - Georges Menzies (o), Patrick Creedy (m) - Cliff Johnson, Lory Blanchard, William McLennan, George McDonald, Jim Riddell, Alister Atkinson - Entraîneur : .
- France : Jean Dop - Raymond Contrastin, Jacques Merquey (cap.), Antoine Jimenez, André Ducasse,  - Gilbert Benausse (o), Christian Duplé (m) - Joseph Vanel, Jean Audoubert, Jacques Fabre, François Montrucolis, Jean Jammes, Francis Lévy - Entraîneur : Jean Duhau.